# Nadine Nurasyid
Nadine Nurasyid (* 13. Mai 1986 in München) ist eine deutsche American-Football-Trainerin und ehemalige Nationalspielerin. Als erste deutsche Trainerin hat sie in der NFL gecoacht. Seit 2024 ist sie Defensive Assistant Coach bei Stuttgart Surge in der European League of Football.

## Leben
Nurasyid begann im Alter von drei Jahren mit Ballett und hatte bis zu ihrem 12. Lebensjahr Auftritte in der Bayerischen Staatsoper und im Prinzregententheater. Anschließend versuchte sie sich an Kampfsport und Fußball.
Nach ihrem Schulabschluss begann sie 2008 eine Berufsausbildung zur Biologielaborantin am Helmholtz Zentrum München. Anschließend studierte sie an der Technischen Universität München Biologie und Chemie auf Lehramt und schloss dies 2012 mit dem Bachelor ab. Weiterführend studierte sie an der TU München sowohl Diagnostik und Training sowie Bewegung und Gesundheit, das sie beides mit dem Master abschloss.
Bereits während des Studiums begann Nurasyid als wissenschaftliche Mitarbeiterin an der TU München sowie als Athletiktrainerin zu arbeiten. Nach dem Studium arbeitete sie als Dozentin an der TH Deggendorf im Studiengang Angewandte Sportwissenschaften. Beides führt sie teilweise neben ihren Positionen im American Football fort.

## Karriere im American Football

### Spielerin
Erst im Alter von 27 Jahren begann Nurasyid bei den Munich Cowboys Ladies als Cornerback Football zu spielen. Bereits in ihrer Debütsaison 2013 wurde sie als Rookie of the Year ausgezeichnet. 2015 wurde sie für die deutsche Nationalmannschaft nominiert und nahm an World Women’s Football Games in Tampa Bay teil. Im selben Jahr wurde sie von den Cowboys Ladies zum Defense MVP gewählt. 2016 und 2017 wurde sie für die deutsche Flag-Football-Nationalmannschaft gewählt und gewann mit dieser 2017 die Vize-Europameisterschaft. In der Saison 2018 erreichte Nurasyid mit den Cowboys Ladies den Ladiesbowl. Dieser ging zwar verloren, Nurasyid wurde allerdings aufseiten der Münchner Defense zum MVP des Spiels gewählt. 2018 spielte sie außerdem erneut für die Tackle-Nationalmannschaft bei den World Women’s Football Games.

### Trainerin
Bereits im Laufe ihrer Spielerkarriere begann Nurasyid auch als Trainerin im Football. 2016 begann sie zunächst als Coach der Defensive Backs und Linebackers bei den Straubing Spiders in der Regionalliga. Mit dem Aufstieg in die German Football League 2 zur Saison 2018 wurde sie zum Defensive Coordinator in Straubing ernannt. Daran anschließend besuchte sie einen Trainerlehrgang in den USA an der University of South Dakota. 2019 wechselte sie erneut als Defensive Backs Coach zu der Herrenmannschaft der Munich Cowboys, die sie zwei Jahre später zusätzlich ebenfalls zum Defensive Coordinator beförderten. In der Off-Season besuchte sie einen zweiwöchigen Trainerlehrgang an der University of Alabama, deren Footballmannschaft von Nick Saban trainiert wird. Im November 2021 wurde Nurasyid von den Cowboys als neuer Head Coach vorgestellt. In ihrer ersten Saison in dieser Position landeten die Cowboys auf dem zweiten Platz der GFL Süd, qualifizierten sich für die Play-offs und stellten die beste Defense der Liga. Nurasyid wurde daraufhin zum Coach of the Year der GFL gewählt. Nach der GFL-Saison 2023 verließ sie die Munich Cowboys.
Seit 2021 trainierte Nurasyid darüber hinaus die Defensive Backs der deutschen Herren-Nationalmannschaft. Aufgrund ihres Wechsels in die ELF musste sie ihr Amt 2024 als Coach für den deutschen Footballverband niederlegen.
Anfang Juli 2025 gab Nurasyid über Instagram bekannt, dass sie über das „Bill Walsh Diversity Coaching Fellowship“ einen Platz im Trainerstab der Tampa Bay Buccaneers in der NFL erhalten hat. Sie fungiert dabei für zwei Monate als Assistant Coach der Defense und darf das Team während des Trainingscamps sowie der Preseason-Spiele unterstützen. Einen Monat zuvor wurde sie bereits zur „Tampa Bay Buccaneers Coaching Academy“ eingeladen.

### Sonstiges
Im Mai 2023 wurde Nurasyid als Expertin im neuen NFL-Moderationsteam von RTL vorgestellt. In der NFL-Saison 2023 kommentierte sie NFL-Spiele für RTL und DAZN, zusätzlich moderierte sie als Expertin zusammen mit Jan Stecker „NFL-Sideline – Das Football Magazin“ auf Nitro. Nurasyid ist die erste Frau, die ein NFL-Spiel als Expertin kommentiert hat und ebenfalls die erste Frau, die in Deutschland den Superbowl kommentiert hat. Seit 2024 ist sie exklusiv bei DAZN und zusätzlich Football-Botschafterin der Host City München.
Parallel zur NFL-Saison 2023 hostete Nurasyid zusammen mit der Footballspielerin Mona Stevens den Podcast „Let's talk about Sacks“, der von RTL produziert wurde. Ihr neuestes Projekt ist der Sport- und Coaching-Podcast "Between the Lines – Der Talk mit Nadine Nurasyid" in welchem sie mit ExpertInnen aus dem Sport spricht.